# Lemahkarya
Lemahkarya is een bestuurslaag in het regentschap Karawang van de provincie West-Java, Indonesië. Lemahkarya telt 3324 inwoners (volkstelling 2010).